# Báb, Nitra
Báb este o comună slovacă, aflată în districtul Nitra din regiunea Nitra. Localitatea se află la altitudinea de 150 m deasupra n.m., se întinde pe o suprafață de 20,09 km2 și în 2017 număra 1.117 locuitori.

## Istoric
Localitatea Báb este atestată documentar din 1156.

## Demografie
| An:                | 1994 | 2004   | 2014    | 2024    |
| ------------------ | ---- | ------ | ------- | ------- |
| Număr de persoane: | 970  | 960    | 1093    | 1238    |
| Diferență:         |      | −1,03% | +13,85% | +13,26% |

| An:                | 2023 | 2024   |
| ------------------ | ---- | ------ |
| Număr de persoane: | 1243 | 1238   |
| Diferență:         |      | −0,40% |